# Hong Kong Indigenous
Hong Kong Indigenous (HKI, chinois traditionnel : 本土民主前線 ; cantonais Jyutping : Bun2 tou2 man4 zyu2 cin4 sin3 ; cantonais Yale : Bún tóu màhn jyú chìhn sin) est un groupe politique localiste hongkongais créé en 2015.
Il est connu pour ses positions localistes et sa tendance militante à protester. Il a été activement impliqué dans des manifestations et s'est engagé dans de violents affrontements avec la police, notamment dans les manifestations contre le commerce parallèle et les troubles à Mong Kok. Ray Wong Toi-yeung est l'ancien animateur et figure clé du groupe.

## Croyances
Hong Kong Indigenous déclare qu'il s'oppose à l'influence accrue de la Chine continentale et à l'implication du gouvernement de Pékin à Hong Kong. Il s'oppose également à l'utilisation accrue du mandarin standard dans les écoles de Hong Kong au lieu du cantonais natif. Il affirme également que le nombre croissant de migrants continentaux — en raison de la délivrance de permis de voyage aller simple aux continentaux sur lesquels Hong Kong n'a aucun contrôle — aurait pour effet de « diluer le ratio de la population locale et de priver les habitants ressources », notamment dans les écoles primaires, les logements sociaux et certains emplois. Il fait valoir qu'une « incursion » sur le continent prive les résidents de leur identité et de leurs droits. Le groupe a critiqué « l'approche douce » du camp pandémocratique de la désobéissance civile non violente et appelle à une approche « militante » par « la bravoure et la force ». Le groupe pousse à la sécession de la Chine.

## Histoire

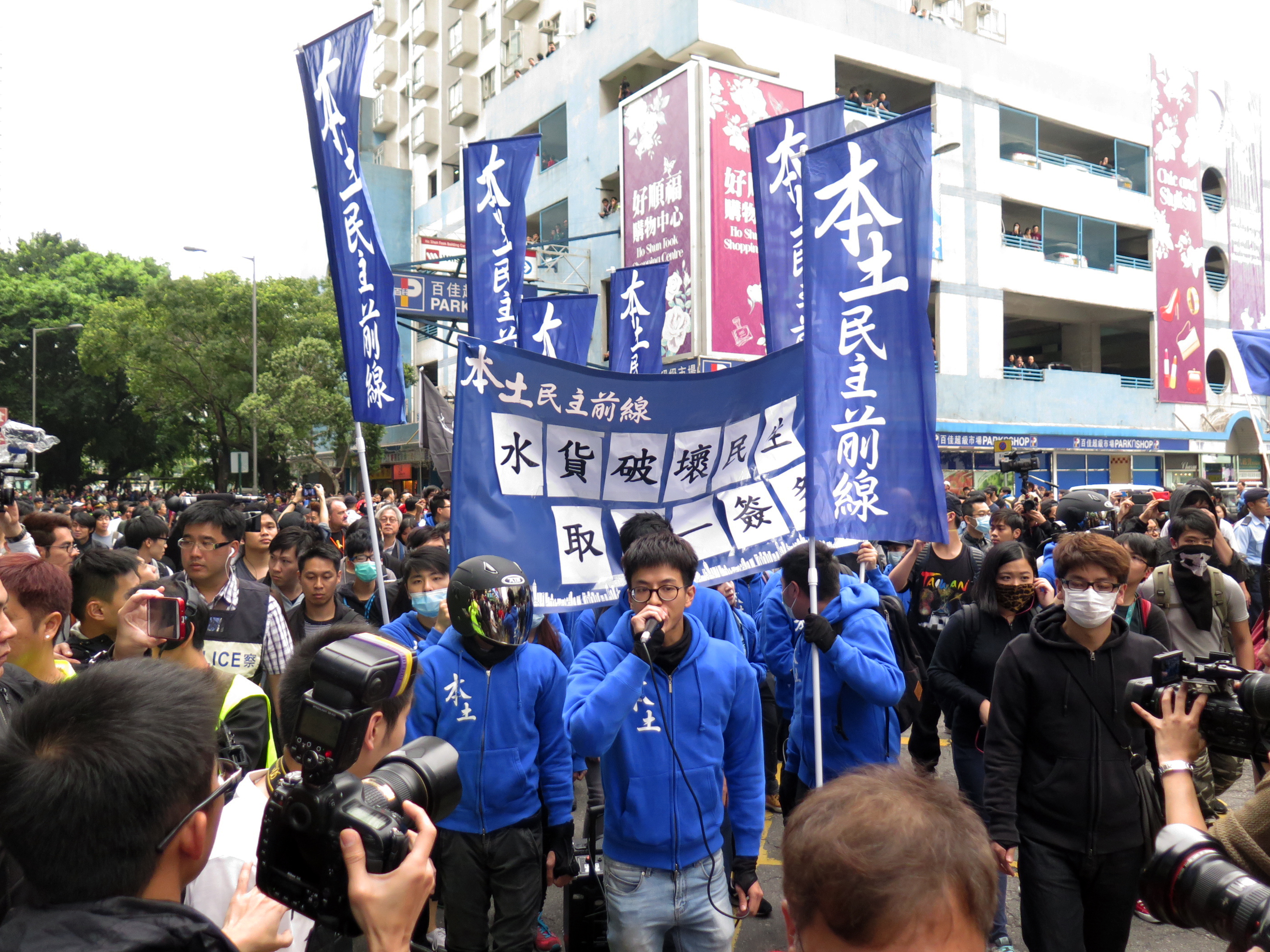
Hong Kong Indigenous
lors de la manifestation « Libérer Yuen Long ».

Hong Kong Indigenous est créé par un groupe de jeunes qui ont participé aux manifestations en janvier 2015. Ils organisent des manifestations anti-commerce parallèle avec un autre groupe nativiste, Civic Passion, contre l'afflux croissant d'acheteurs de Chine continentale se livrant au commerce parallèle au début de 2015, piquetant agressivement les acheteurs présumés et ayant des affrontements avec la police. Après la troisième manifestation, le gouvernement central déclare qu'il limiterait les résidents de Shenzhen à une visite par semaine.
En juillet 2015, les Hong Kong Indigenous marchent jusqu'au département de l'immigration pour exiger l'expulsion d'un garçon de 12 ans sans papiers, Siu Yau-wai, qui a vécu à Hong Kong pendant neuf ans sans identification, avec d'autres nativistes dont Youngspiration.
En janvier 2016, le groupe annonce la candidature de son membre âgé de 24 ans Edward Leung Tin-kei pour l'élection partielle des Nouveaux Territoires de l'Est de 2016, déclenchée par la démission du législateur du Parti civique Ronny Tong. Leung a récolté 66 524 voix, environ 15 % du total des voix, derrière le Parti civique pandémocratique et l'Alliance démocratique pro-Pékin pour l'amélioration et le progrès de Hong Kong. Le résultat, meilleur que prévu,est considéré comme un grand coup de pouce pour la cause localiste.
En février 2016, le groupe est activement impliqué dans de violents affrontements avec la police à Mong Kok à la suite de l'appel du groupe à l'action pour protéger les colporteurs illégaux d'une répression gouvernementale. Le porte-parole et candidat à l'élection partielle du Conseil législatif Edward Leung Tin-kei et une vingtaine de membres et bénévoles du groupe sont arrêtés,. Le président Ray Wong Toi-yeung rejette l'affirmation selon laquelle ils auraient incité à des affrontements violents et déclare qu'ils n'étaient là que pour défendre les colporteurs.
Lors des élections au Conseil législatif de 2016, Edward Leung a l'intention de se présenter à nouveau dans les Nouveaux Territoires de l'Est. La Commission des affaires électorales (EAC) prend une nouvelle mesure électorale, exigeant que tous les candidats signent un « formulaire de confirmation » supplémentaire dans la nomination pour déclarer qu'ils comprennent que Hong Kong est une partie inaliénable de la Chine, comme le stipule la Loi fondamentale de Hong Kong. Leung refuse d'abord de signer le formulaire, mais accepte ensuite de signer le formulaire après que le tribunal eut refusé d'entendre immédiatement le contrôle judiciaire. Leung est interdit avec cinq autres militants indépendantistes après la fin de la période de nomination.
En novembre 2017, Ray Wong, qui a été inculpé d'incitation à l'émeute, d'incitation conjointe et d'incitation à participer à un rassemblement illégal, omet de se présenter à la police et de rendre ses documents de voyage au tribunal le 22 novembre après un voyage approuvé par un juge en Europe sous condition d'une caution en espèces de 100 000 HK$. La Haute Cour délivre un mandat d'arrêt. Selon le journal pro-Pékin Wen Wei Po, Wong s'était enfui au Royaume-Uni.
Le 18 décembre 2017, Edward Leung annonce son départ des Hong Kong Indigenous en tant que porte-parole avant son procès pour, entre autres charges, incitation à l'émeute.